# Stephon Gilmore
Stephon Stiles Gilmore (nascido em 19 de setembro de 1990) é um jogador de futebol americano que joga como cornerback na National Football League (NFL).
O Buffalo Bills o selecionou em décimo lugar no Draft da NFL de 2012. Ele jogou futebol americano universitário na Universidade da Carolina do Sul.

## Carreira na escola secundária
Gilmore estudou na South Pointe High School em Rock Hill na Carolina do Sul, onde jogou futebol americano, basquete e atletismo.
No futebol americano, ele jogava como quarterback e defensive back e ajudou sua equipe a ter uma campanha perfeita de 15-0 e o título da SCHSL AAAA Division II. Jogando como quarterback, Gilmore correu para 1.331 jardas e 23 touchdowns e passou para 1.771 jardas com 14 touchdowns. Ele foi nomeado um All-American pela Parade e EA Sports. Ele também foi nomeado Mr. Football no estado da Carolina do Sul.
No atletismo, Gilmore competiu como um velocista em 2008. Ele registrou um tempo de 11,41 segundos nos 100 metros nas preliminares do Taco Bell Classic. No York County Meet, ele ficou em 5º nos 200 metros com 23,14 segundos e ficou em 9º nos 400 metros com um tempo de 54,94 segundos. Ele também foi um membro do revezamento 4×100 m (43.10s).
Considerado um recruta de quatro estrelas pela Rivals.com, Gilmore foi listado como o segundo prospecto na classe de 2009. Ele escolheu a Carolina do Sul e rejeitou Alabama, Tennessee e Clemson.

## Carreira na Faculdade
Gilmore estudou na Universidade da Carolina do Sul e jogou em todos os 12 jogos do time de futebol americano. Jogando como cornerback ele teve 52 tackles, cinco tackles para perda de jardas, dois sacks e nove passes desviados, o que lhe rendeu uma seleção para o Freshman All- Honras pela College Football News e Phil Steele. 
Ele ocasionalmente apareceu no ataque, com um total de 2 tentativas de passes (1 completo) e 6 corridas durante os jogos da temporada regular. Ele também completou um passe de 29 jardas para Alshon Jeffery no Chick-fil-A Bowl de 2010.

## Carreira Profissional
Gilmore foi um dos 37 defensive backs a participar do Combine, em Indianapolis, Indiana e completou todos os exercícios. Na conclusão do processo de pré-draft, Gilmore foi projetado para ser uma escolha na primeira rodada por especialistas da NFL.
Ele foi classificado como o segundo melhor cornerback no draft pela NFLDraftScout.com, pelo analista da NFL, Mike Mayock, e pelo analista da NFL, Adam Rank.
| Altura                           | Peso  | Comprimento do braço | Tamanho de mão | Corrida de 40 jardas | Corrida de 10 jardas | Corrida de 20 jardas | 20-ss  | 3-cone | Salto Vertical | Amplo  | BP      |
| -------------------------------- | ----- | -------------------- | -------------- | -------------------- | -------------------- | -------------------- | ------ | ------ | -------------- | ------ | ------- |
| 1.85 m                           | 86 kg | 0.79 m               | 0,23 m         | 4.38 s               | 1.47 s               | 2.40 s               | 3.94 s | 6.61 s | 0.91 m         | 3.12 m | 15 reps |
| Todos os valores da NFL Combine. |       |                      |                |                      |                      |                      |        |        |                |        |         |

### Buffalo Bills
O Buffalo Bills selecionou Gilmore na primeira rodada (10º escolha geral) do Draft de 2012. Ele foi o segundo cornerback selecionado atrás de Morris Claiborne.

#### Temporada de 2012
Em 17 de maio de 2012, o Buffalo Bills assinou com Gilmore um contrato no valor de $ 12,08 milhões por quatro anos, totalmente garantido e também inclui um bônus de assinatura de $ 7,22 milhões com uma opção de quinto ano.
Ele começou os treinos como o cornerback titular ao lado de Aaron Williams. O treinador Chan Gailey nomeou Gilmore e Williams como os cornerbacks titulares no começo da temporada regular.
Ele fez sua estréia contra o New York Jets e registrou cinco tackles combinados durante uma derrota por 48-28. Na semana seguinte, ele registrou sete tackles solo na vitória dos Bills por 35-17 contra o Kansas City Chiefs. Em 9 de dezembro de 2012, Gilmore teve dois tackles combinados e registrou sua primeira interceptação da carreira em um passe do quarterback Sam Bradford durante uma derrota por 15-12 para o St. Louis Rams.
Ele terminou sua temporada de estreia com um total de 61 tackles combinados (52 solo), 16 passes desviados e uma interceptação em 16 jogos. 
O Buffalo Bills terminou com uma campanha de seis vitórias e dez derrotas e não se classificou para os playoffs. Em 31 de dezembro de 2012, o Buffalo Bills demitiu o treinador Chan Gailey após a terceira temporada consecutiva que o time terminou em último na AFC East.

#### Temporada de 2013
Em 3 de abril de 2013, Gilmore mudou o seu número da camisa de 27 para 24 depois da saída de Terrence McGee. Ele começou os treinos como o cornerback titular ao lado de Leodis McKelvin. 
Em 24 de agosto de 2013, Gilmore registrou cinco tackles combinados durante o terceiro jogo da pré-temporada dos Bills contra o Washington Redskins. Ele saiu no terceiro quarto da derrota por 30-17 depois de sofrer uma lesão no pulso. Em 26 de agosto de 2013, o treinador Doug Marrone anunciou que Gilmore teve um pulso fraturado, passou por uma cirurgia e era esperado que perdesse de 6 a 8 semanas.
Ele retornou na semana 6 e registrou três tackles combinados durante uma derrota por 27-24 para o Cincinnati Bengals. Em 3 de novembro de 2013, Gilmore registrou sete tackles combinados com os Bills perdendo para o Kansas City Chiefs por 23-13. Em 8 de dezembro, ele fez dois tackles combinados, dois passes desviados e interceptou Mike Glennon durante uma derrota por 27-6 para o Tampa Bay Buccaneers.
Ele terminou sua segunda temporada com 35 tackles combinados (30 solo), dez passes desviados e duas interceptações em 11 jogos.

#### Temporada de 2014

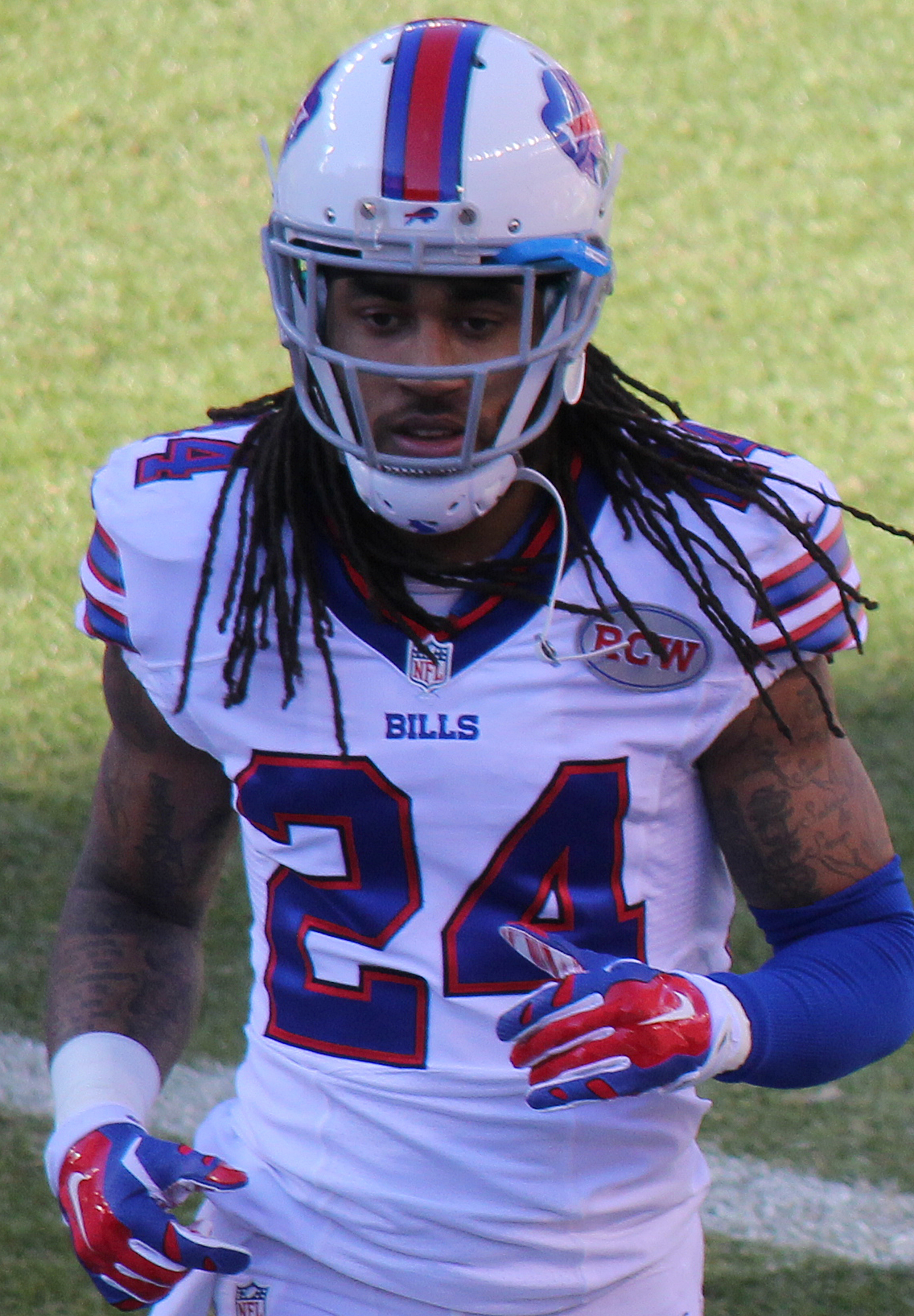
Gilmore em 2014

Em 25 de janeiro de 2014, o Buffalo Bills contratou o ex-treinador do Detroit Lions, Jim Schwartz, para ser o seu novo coordenador defensivo depois que Mike Pettine deixou o cargo para aceitar o emprego de treinador do Cleveland Browns. O treinador Doug Marrone nomeou Gilmore e McKelvin como os cornerbacks titulares na temporada regular de 2014.
Ele não jogou no primeiro jogo da temporada regular que foi uma vitória por 23-20 sobre o Chicago Bears por causa de uma lesão na virilha. Em 21 de setembro, ele registrou seis tackles solo em uma derrota de 22-10 para o San Diego Chargers. Na semana 8, Gilmore teve cinco tackles combinados, desviou um passe e interceptou o quarterback Geno Smith durante a vitória por 43-23 sobre o New York Jets. Gilmore não jogou na vitória dos Bills na semana 17 contra o New England Patriots depois de sofrer uma concussão durante uma derrota por 26-24 para o Oakland Raiders na semana anterior.
Ele terminou sua segunda e última temporada com o técnico Doug Marrone, com 46 tackles combinados (38 solo), seis passes desviados e três interceptações em 14 jogos.
O Buffalo Bills terminou em segundo na AFC East com uma campanha de 9-7, mas não se classificou para os playoffs. Em 31 de dezembro de 2014, Marrone anunciou sua renúncia como treinador do Buffalo Bills.

#### Temporada de 2015
Em 28 de agosto de 2015, o Buffalo Bills exerceu a opção de quinto ano no contrato de novato de Gilmore, pagando-lhe um salário de 11,08 milhões de dólares em 2016. O novo treinador Rex Ryan nomeou Gilmore e Ronald Darby como os cornerbacks titulares no começo da temporada regular.
Ele iniciou a temporada contra o Indianapolis Colts e gravou seis tackles individuais durante a vitória por 27-14. Na semana 5, ele teve um tackles solo, quatro passes desviados e interceptou um passe do quarterback do Tennessee Titans, Marcus Mariota, durante a vitória por 14-13. Em 6 de dezembro de 2015, Gilmore teve dois tackles combinados antes de ter uma lesão no ombro na vitória dos Bills por 30-21 contra o Houston Texans. 
Em 16 de dezembro de 2015, o Buffalo Bills colocou Gilmore na lista de reserva machucados pelo resto da temporada depois que ele foi submetido a uma cirurgia para reparar seu ombro. 
Ele terminou sua primeira temporada sob o comando do coordenador defensivo Dennis Thurman, com 36 tackles individuais, 18 passes desviados e três interceptações em 12 jogos. Eles não se qualificaram para os playoffs pelo quarto ano consecutivo depois de terminar com uma campanha de 8-8.

#### Temporada de 2016
O treinador Rex Ryan definiu que Darby e Gilmore seriam os cornerbacks titulares na temporada de 2016. 
Na semana 2, Gilmore coletou seis tackles solo durante a derrota por 37-31 sobre o New York Jets. Na semana seguinte, ele fez três tackles combinados, quatro passes desviados e interceptou Carson Palmer, quarterback do Arizona Cardinals, duas vezes na vitória por 33-18. Isso marcou seu primeiro jogo multi-interceptação de sua carreira. Em 20 de novembro de 2016, Gilmore teve seis tackles combinados, três passe desviados e interceptou o quarterback Andy Dalton duas vezes durante a vitória dos Bills por 16-12 contra o Cincinnati Bengals.
Em 27 de dezembro de 2016, o Buffalo Bills demitiu o treinador Rex Ryan depois de perder para o Miami Dolphins e ter uma campanha de 7-8. O treinador dos running backs, Anthony Lynn, foi nomeado treinador interino para o último jogo da temporada. Gilmore ficou inativo na derrota por 30-10 para o New York Jets por causa de uma concussão na semana anterior contra o Miami Dolphins. 
Ele terminou a temporada de 2016 com 48 tackles combinados (42 solo), 12 passes desviados e cinco interceptações em 15 jogos. Suas cinco interceptações foram o maior números por um jogador dos Bills desde que Jairus Byrd interceptou cinco passes em 2012. Em 23 de janeiro de 2017, o Buffalo Bills anunciou que Gilmore foi eleito para Pro Bowl de 2017. Ele também recebeu o Prêmio Ed Block Courage.

#### Temporada de 2017
O Buffalo Bills se recusou a colocar a Franchise Tag em Gilmore e se tornou um agente livre. Ele entrou em negociações contratuais com o Chicago Bears, mas não chegou a um acordo.

### New England Patriots

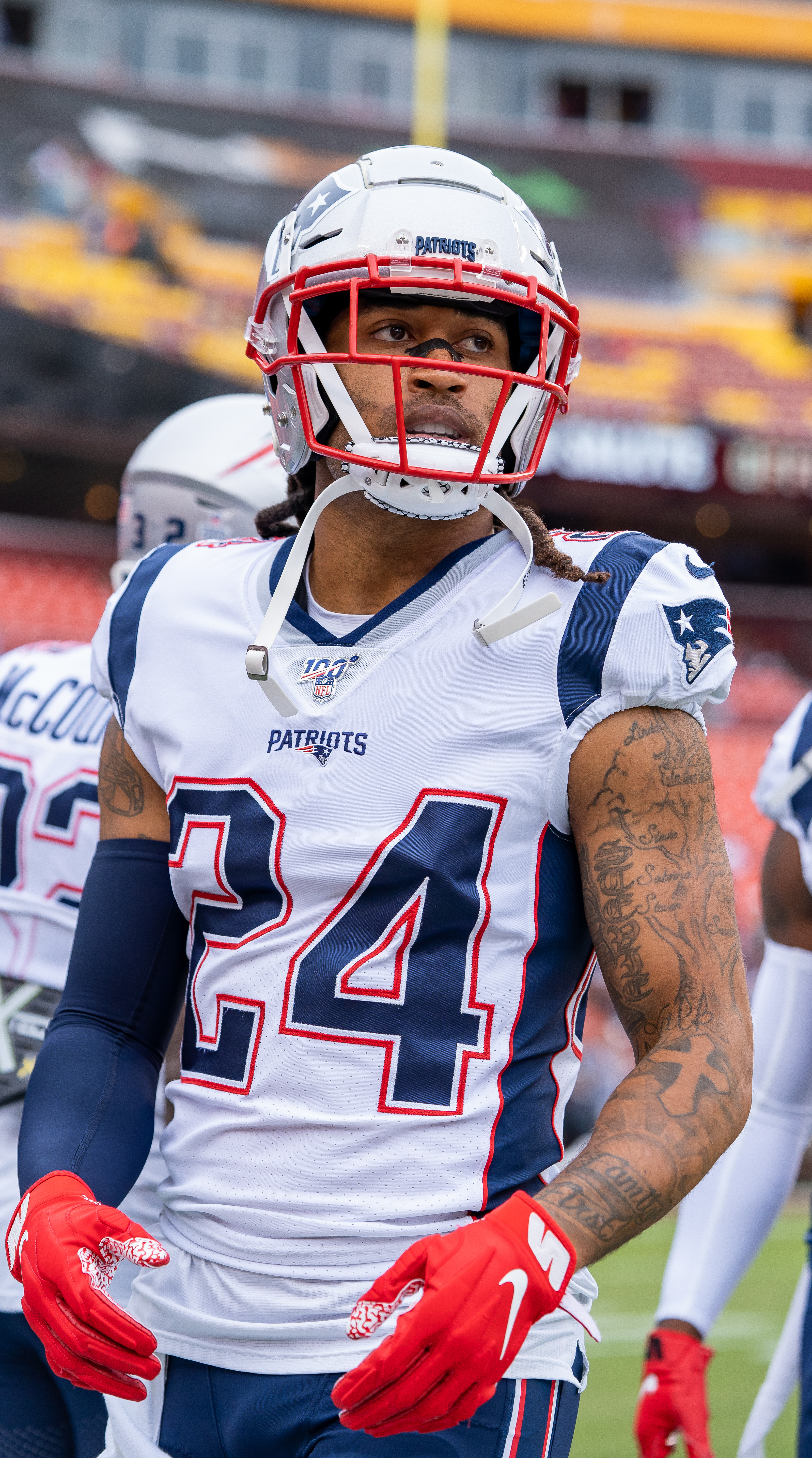
Gilmore em 2019.

Em 9 de março de 2017, o New England Patriots assinou com Gilmore um contrato de cinco anos no valor de US $ 65 milhões, que inclui US $ 31 milhões garantidos e um bônus de assinatura de US $ 18 milhões. O treinador principal, Bill Belichick, classificou Gilmore como o cornerback titular ao lado de Malcolm Butler. 
Ele fez sua estréia nos Patriots no primeiro jogo da temporada contra o Kansas City Chiefs e registrou quatro tackles combinados e desviou um passe durante uma derrota por 42-27. Ele perdeu três jogos (Semanas 6-8) depois de sofrer uma concussão durante uma vitória na semana 5 contra o Tampa Bay Buccaneers. Em 17 de dezembro, Gilmore registrou oito tackles solo e um passe desviado durante uma vitória por 27-24 contra o Pittsburgh Steelers.
Ele terminou sua primeira temporada com os Patriots com 50 tackles combinados (47 solo), nove passes desviados e duas interceptações em 13 jogos.
O New England Patriots terminaram no topo da AFC East com uma campanha de 13-3. Em 13 de janeiro de 2018, Gilmore jogou em seu primeiro jogo de playoff da carreira e registrou um tackle e duas passes desviados, os Patriots derrotaram o Tennessee Titans por 35-14 no Divisional Round. Depois de derrotar o Jacksonville Jaguars na Final da AFC, os Patriots iriam enfrentar o Philadelphia Eagles no Super Bowl. 
Em 4 de fevereiro de 2018, Gilmore foi titular no Super Bowl LII e registrou quatro tackles individuais e dois passes desviados durante a derrota dos Patriots por 41-33.
Em 31 de agosto de 2021, Gilmore foi colocado na reserva de jogadores fisicamente inaptos para jogar devido a uma lesão no quadril sofrida na temporada anterior.

### Carolina Panthers
Em outubro de 2021, Gilmore foi trocado para o Carolina Panthers em troca numa escolha de sexta rodada no Draft de 2023. Ele participou em oito jogos por Carolina, começando três como titular, fazendo 16 tackles e duas interceptações.

### Indianapolis Colts
Em abril de 2022, Gilmore assinou com o Indianapolis Colts um contrato de dois anos.

### Dallas Cowboys
Em 14 de março de 2023, os Colts trocaram Gilmore para o Dallas Cowboys em troca de uma escolha de quinta rodada no Draft da NFL de 2023

## Vida pessoal
Em 12 de julho de 2014, Gilmore se casou com sua namorada da faculdade, Gabrielle Glenn, que também foi uma atleta do atletismo na Universidade da Carolina do Sul.